# (400262) 2007 RY117
(400262) 2007 RY117 es un asteroide perteneciente al cinturón de asteroides, descubierto el 11 de septiembre de 2007 por el equipo del Spacewatch desde el Observatorio Nacional de Kitt Peak, Arizona, Estados Unidos.

## Designación y nombre
Designado provisionalmente como 2007 RY117.

## Características orbitales
2007 RY117 está situado a una distancia media del Sol de 2,310 ua, pudiendo alejarse hasta 2,820 ua y acercarse hasta 1,800 ua. Su excentricidad es 0,220 y la inclinación orbital 2,272 grados. Emplea 1282,76 días en completar una órbita alrededor del Sol.

## Características físicas
La magnitud absoluta de 2007 RY117 es 17,9.